# إدواردو أرنولد
إدواردو أرنولد (بالإسبانية: Eduardo Arnold)‏ هو سياسي أرجنتيني، ولد في 14 أكتوبر 1947 في الأرجنتين. حزبياً، نشط في الحزب العدلي. وقد انتخب عضو مجلس الشيوخ الأرجنتيني عن دائرة محافظة سانتا كروز (9 ديسمبر 1998 – 9 ديسمبر 2001) وانتخب عضو مجلس النواب في الأرجنتين.